# Empório
Empório (em latim: Emporium) era o porto fluvial da Roma Antiga, construído aproximadamente entre o monte Aventino e o moderno rione Testaccio de Roma, cujo nome é uma referência ao monte Testaccio ("Monte das ânforas quebradas" em italiano), uma elevação artificial resultante do lixo produzido no porto.

## História
Desde o começo do século II a.C., o forte desenvolvimento econômico e demográfico tornou o antigo porto no Fórum Boário completamente obsoleto, com o agravante que ele não podia ser expandido por causa das colinas vizinhas. Por isso, em 193 a.C., os censores Lúcio Emílio Lépido e Lúcio Emílio Paulo criaram um novo porto numa área livre perto dos limites da cidade, ao sul do monte Aventino. Juntamente com o porto, foi construído o grande galpão conhecido como Pórtico Emília.
Em 174 a.C., o Empório foi pavimentado com pedras, dividido por paredes e ganhou escadas que desciam até o nível do Tibre, onde ficava o local de embarque e desembarque das mercadorias e matérias-primas (principalmente mármores, trigo, vinho e azeite) que chegavam do porto marítimo de Óstia Antiga e subiam o rio em grandes balsas puxadas por búfalos. Por séculos, os fragmentos das ânforas, utilizadas para carregar e armazenar líquidos, foram sendo empilhados no local e acabaram criando a ainda visível colina de cacos. Estima-se que haja mais de 25 milhões de ânforas no local.
Na época de Trajano, novas estruturas em opus mixtum foram construídas e a planície do Testaccio foi sendo gradualmente coberta por galpões, especialmente para artigos alimentícios, especialmente depois que as distribuições gratuitas de trigo e outros alimentos começaram, a partir da época de Tibério e Caio Graco (Hórreo Semprônio, Hórreos de Galba e outros).
O porto foi escavado pela primeira vez entre 1868 e 1870 durante as obras de canalização do Tibre e, novamente, em 1952. Atualmente há poucas ruínas visíveis, amuradas pelas paredes do Lungotevere Testaccio: um cais com 500 metros de comprimento e 90 metros de largura, com degraus e rampas levando ao rio, no qual se destacam grandes blocos de travertino com buracos utilizados para prender os navios, muito similares — embora não tão bem preservados — com os existentes no porto romano de Aquileia.
Com o desenvolvimento do moderno rione Testaccio, diversas ruínas de galpões foram reveladas, entre elas o túmulo do cônsul Sérvio Sulpício Galba, um dos túmulos individuais mais antigos que se tem conhecimento na cidade (Hórreos de Galba).

## Bibliography
- Filippo Coarelli, Guida archeologica di Roma, Verona, Arnoldo Mondadori Editore, 1984.